# Antoine Kambanda
Antoine Kambanda (Nyamata, Ruanda, 10 de noviembre de 1958) es un cardenal católico, ruandés que ocupa el cargo de arzobispo metropolitano de Kigali.

## Biografía

### Primeros años
Debido a la violencia interétnica, su familia se mudó brevemente a Burundi, posteriormente, a Uganda, donde asistió a la escuela primaria, y posteriormente a Kenia, donde asistió a la escuela secundaria. Al regresar a su Ruanda natal, asistió al Seminario menor en Rutongo, Kigali, (1983-1984) y al Seminario Mayor San Carlos Borromeo de Nyakibanda, en Butare (1984-1990). El 8 de septiembre de 1990, fue ordenado sacerdote en Kabgayi por el Papa Juan Pablo II. Posteriormente, fue profesor de Estudios de 1990 a 1993 en el seminario menor de San Vicente en Ndera, Kigali. 
Entre 1993 a 1999 se doctoró en teología moral en la Academia Pontificia Alfonsiana. En 1994, sus padres y cinco de sus seis hermanos, junto con muchos otros parientes y amigos, fueron asesinados durante el genocidio contra los tutsi.
En 1999, fue nombrado director de la oficina diocesana de Caritas en Kigali. Más tarde, fue director del Comité de Desarrollo de la Diócesis de Kigali, jefe de la Comisión "Justicia y Paz" de la diócesis, y profesor de teología moral y visitante en el Seminario Mayor de Nyakibanda.  
En 2004, reconoció que, durante genocidio de Ruanda de 1994, mientras algunos miembros del clero católico habían tratado de proteger a la gente, otros habían sido cómplices de los asesinatos. Señaló la necesidad de que la propia Iglesia católica se sometiese a una reconstrucción para sacudir los efectos del genocidio. Indicó que «el uso del sacramento de la penitencia para la reconciliación y curación del odio étnico y la reconciliación con uno mismo, con Dios y con los demás, sería significativo para desarrollar una fe caracterizada por la confianza que supera el miedo al otro». 
En septiembre de 2005, el cardenal Crescenzio Sepe lo nombró rector del seminario mayor de filosofía interdiocesano de Kabgayi. El 10 de febrero de 2006 Kambanda fue nombrado rector del Seminario Mayor San Carlos Borromeo de Nyakibanda, reemplazando a Smaragde Mbonyintege, que había sido nombrado obispo. 
En junio de 2011, llevó a quinientos peregrinos ruandeses a Namugongo, Uganda, para unirse a las ceremonias del Día de los Mártires, que conmemora a los 45 cristianos convertidos que fueron asesinados en 1884 por el rey Mwanga II de Buganda. En su homilía dijo, que el sacrificio que hicieron los mártires había ayudado mucho a la expansión del cristianismo en África. al mostrar a los misioneros, que los conversos estarían dispuestos a morir por su fe.

### Obispo
El 7 de mayo de 2013, el Papa Francisco lo nombró obispo de Kibungo. Reemplazó a Kizito Bahujimihigo, quien renunció en enero de 2010 debido a los serios problemas financieros en los que se encontraba la diócesis y a las amenazas por parte de los bancos acreedores de confiscar activos diocesanos. La Conferencia Episcopal de Ruanda lo eligió para asistir a la XIV Asamblea General Ordinaria del sínodo de obispos. 
El 19 de noviembre de 2018, el Papa Francisco lo nombró Arzobispo de Kigali.

### Cardenal
Fue creado cardenal por el papa Francisco en el consistorio celebrado el 28 de noviembre de 2020, asignándole el título de San Sixto.
El 29 de noviembre de 2020 fue nombrado miembro de la Congregación para la Evangelización de los Pueblos.
El 22 de junio de 2021 miembro de la Congregación para la Educación Católica ad quinquennium.
El 22 de noviembre de 2022 fue nombrado miembro del Dicasterio para la Cultura y la Educación ad quinquennium.